# オモ語派
オモ語派（Omotic languages）は、アフロ・アジア語族の下位語派で、エチオピア南西部で話される。ほとんどの言語ではゲエズ文字が記録の際の文字体系として用いられる（ゲエズ文字を用いない言語ではラテン文字が用いられる）。膠着語的で、複雑な声調システムを持つ。

## 言語一覧
- オモ語派
  - 南オモ諸語（英語版）
    - en:Aari language
    - en:Dime language
    - en:Hamer language

  - マオ諸語（英語版）
    - en:Bambassi language
    - en:Hozo language
    - en:Seze language
    - en:Ganza language

  - 北オモ諸語（英語版）
    - en:Dizoid languages
    - Ta–Ne languages
      - en:Gonga languages
        - en:Anfillo language
        - en:Shinasha language（Boro）
        - Kafa–Shekkacho 
          - en:Kafa language（Kafi noono） - カフィチョ人（フランス語版）
          - en:Shakacho language（Mocha）

      - Gimojan
        - en:Yem language
        - ベンチュ語（英語版）
        - オメト諸語
          - ウォライタ語

## 分類について
オモ諸語は一般的にアフロ・アジア語族の下位系統と考えられている。ジョセフ・グリーンバーグ(1963)はオモ諸語をクシ語派の西部語群として分類した。Felming(1969)はアフロ・アジア語族の独立した下位系統に分類することを主張し、Bender(1971)がこの考えを引き継ぎ、多くの言語学者も賛同した。しかし一部の言語学者はクシ語派の西部語群にとどめるか、または南オモ諸語のみが別の系統に属し、北オモ諸語はクシ語派に属すままとする分類をしている。Bench(2006)はオモ語派は蜂蜜に関係する語彙が他のアフロ・アジア語族と共有するが、牛に関する語彙は共有しないとし、分岐は牧畜の開始以前に起こったとした。また一部の学者はオモ諸語がアフロ・アジア語族の一部に含まれるかどうかを疑問視しており、
Theil (2006) はオモ諸語は独立した語族であるとした。
しかしながら、一般的な認識では、形態的証拠に基づき、アフロ・アジア語族のメンバーであるとされる。

## 文献
- Bender, M. L. 1975. Omotic: a new Afroasiatic language family. (University Museum Series, 3.) Carbondale, IL: Southern Illinois University.
- Blench, Roger. 2006. Archaeology, Language, and the African Past. AltaMira Press
- Hayward, Richard J., ed. 1990. Omotic Language Studies. London: School of Oriental and African Studies.
- Hayward, Richard J. 2003. Omotic: the "empty quarter" of Afroasiatic linguistics. In Research in Afroasiatic Grammar II: selected papers from the fifth conference on Afroasiatic languages, Paris 2000, ed. by Jacqueline Lecarme, pp. 241–261. Amsterdam: John Benjamins.
- Lamberti, Marcello. 1991. Cushitic and its classification. Anthropos 86(4/6):552-561.
- Zaborski, Andrzej. 1986. Can Omotic be reclassified as West Cushitic? In Gideon Goldenberg, ed., Ethiopian Studies: Proceedings of the 6th International Conference, pp. 525–530. Rotterdam: Balkema.